# Pulleniatinidae
Pulleniatinidae es una familia de foraminíferos planctónicos de la superfamilia Globorotalioidea, del suborden Globigerinina y del orden Globigerinida. Su rango cronoestratigráfico abarca desde el Serravalliense (Mioceno medio) hasta la Actualidad.

## Discusión
Clasificaciones posteriores han incluido Pulleniatinidae en la superfamilia Globigerinoidea.

## Clasificación
Pulleniatinidae incluye a los siguientes géneros:
- Globigerinopsis
- Pulleniatina